# Língua teribe
Teribe é uma língua falada pelo povo Naso ou índios Teribe; é usada principalmente em  Bocas del Toro do noroeste do Panamá e na parte sul de Puntarenas, mas está quase extinta no último. Faz parte da família de línguas  Chibchanas, no ramo das Talamancas. Atualmente, há cerca de 3.000 falantes e quase todos falam espanhol também. A linguagem é do tipo Objeto-Verbo-Sujeito (OVS). Seu código ISO 639 - 3 é “tfr”. Utiliza o LL com diérese centrada sobre as letras.